# 威斯巴登新市政厅
50°4′55″N 8°14′31″E / 50.08194°N 8.24194°E

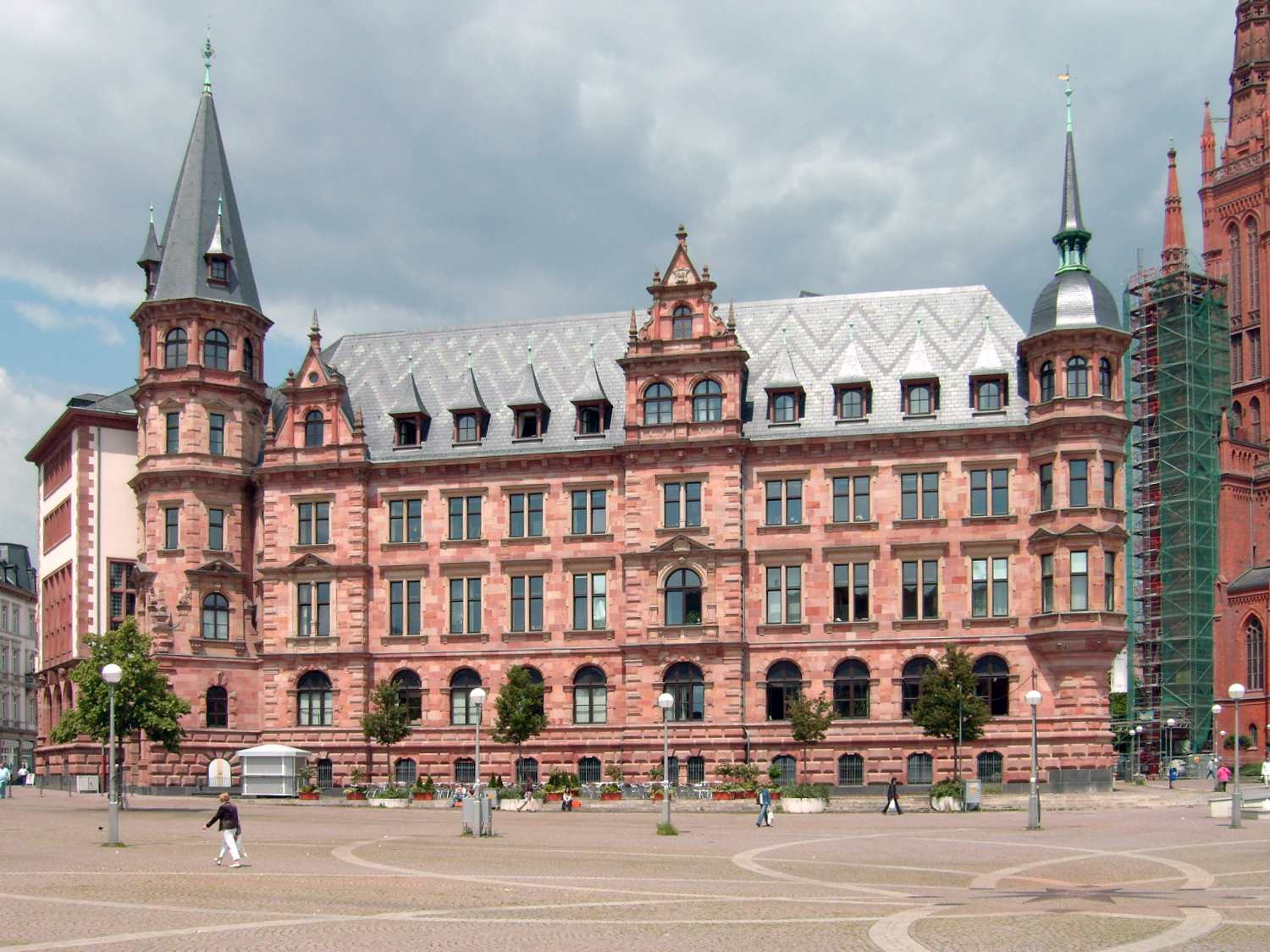
新市政厅

威斯巴登新市政厅（Neues Rathaus）是德国威斯巴登王宫广场一座市政厅建筑，设有市议会、市长办公室和一部分行政机构。它建于1883－1887年。